# Período Nara
O Período Nara (奈良時代, Nara jidai) da história do Japão cobre os anos de 710 a 794 d.C.. A Imperatriz Genmei fundou a capital de Heijō-kyō (atual cidade de Nara). Exceto por 5 anos (740-745), quando a capital foi brevemente movida de novo, ela permaneceu como capital da civilização japonesa até que o Imperador Kanmu estabeleceu uma nova capital, Nagaoka-kyō, em 784, antes de movê-la para  Heian-kyō, atual Kyoto, uma década depois, em 794.
A capital de Nara foi construída tendo como modelo a cidade de Chang'an (atual Xi'an), capital da China no reinado da Dinastia Tang. As classes mais elevadas do Japão copiaram os chineses de muitas outras maneiras, incluindo a adoção de caracteres chineses (em japonês: kanji), moda e a religião budista.

## Etimologia
De acordo com o registro histórico mais completo do Japão antigo, o Nihon Shoki, o nome "Nara" deriva do verbo japonês narasu (平す), ou nivelar.
Teorias mais recentes sugerem que o nome tem relação com a palavra coreana나라 (nara), ou "país, reino". Mais especificamente, o nara do coreano moderno deriva do coreano médio narah, que por sua vez foi reconstruída do corano antigo narak. A inicial na pode estar relacionada a língua Goguryeo na, ou terra"..  De acordo com Bae HakTae (裵学泰 ou배 학태), a partícula final –ra (-rah ou –rak) pode ser identificada com o significado de terra, território e também pode ser visto em outros lugares como Nara, Gara, e Silla, sendo que esses dois últimos são pronunciados com o final –k do japonês arcaico - shiragi (新羅 ou しらぎ). Nara também é escrito às vezes como寧楽 ou乃楽, sugerindo uma leitura de naraku, também com um final –k. Essa teoria foi introduzida por um jornalista japonês.

## Período literário Nara
Esforços realizados pela corte imperial a fim de registrar e documentar sua história produziram os primeiros trabalhos da literatura japonesa durante o período Nara. Obras como o Kojiki e o Nihon Shoki são intrinsecamente políticas, usadas para registrar e também justificar e estabelecer a supremacia do domínio dos imperadores no Japão.
Com a expansão da linguagem escrita, a escrita da poesia japonesa, conhecida em japonês como Waka, teve seu início. Com o passar do tempo, coleções pessoais foram referenciadas e formaram a primeira grande coleção de poesia japonesa, conhecida como Man'yōshū, por volta de 759. Caracteres chineses foram usados para expressar sons da língua japonesa até que o kana foi inventado. Os caracteres chineses usados para expressar os sons do japonês são conhecidos como man'yōgana.

## Desenvolvimentos econômicos, sociais e administrativos

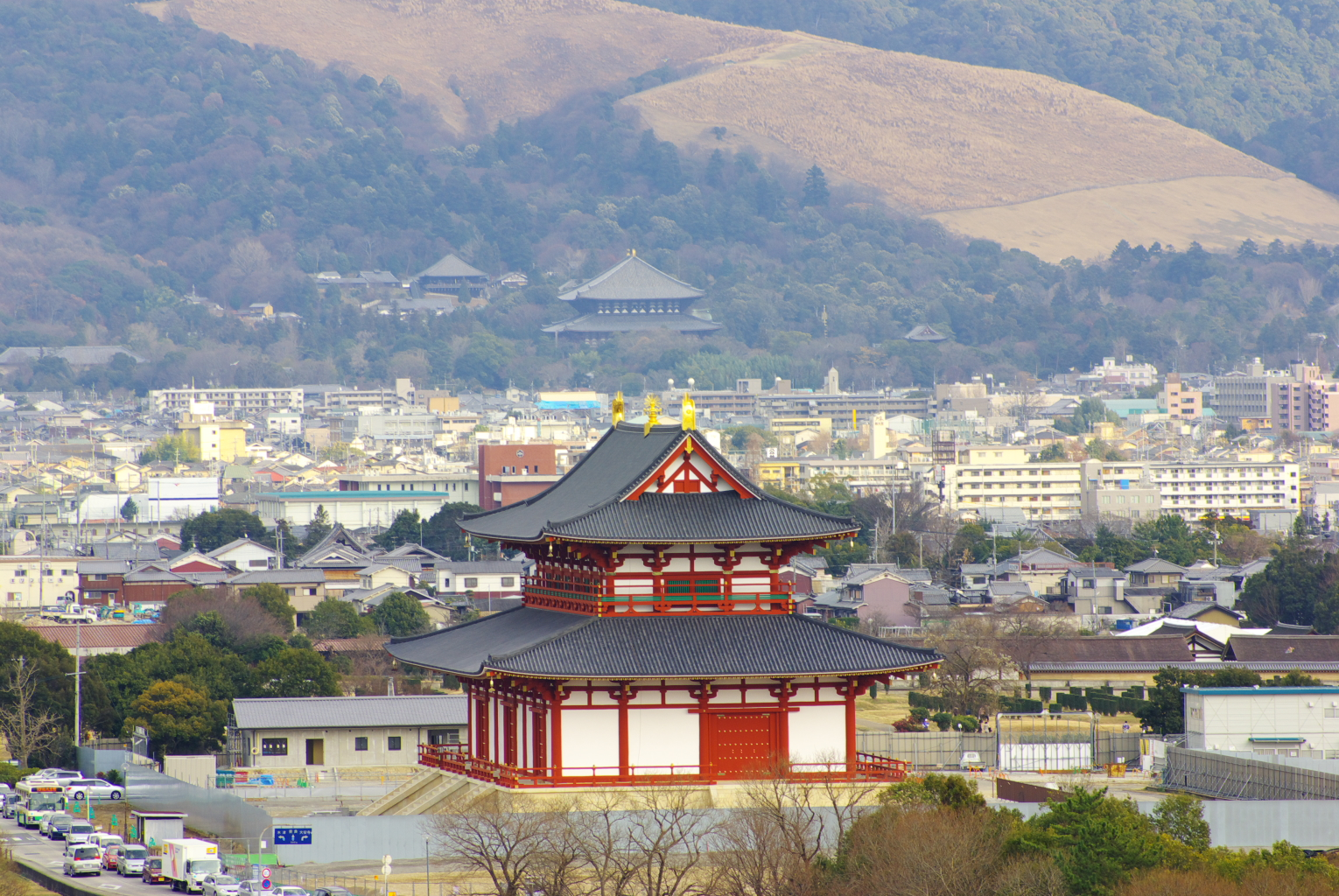
O prédio primário, i.e., o Daigoku-den no Palácio de Heijo (no centro da foto, sob reforma). O Daibutsuden de Tōdai-ji e Wakakusayama podem ser vistos na parte de trás (janeiro de 2010).

Antes de ser instituído o Código Taiho, a capital sempre mudava de lugar depois da morte de um imperador devido à crença antiga de que o lugar da morte ficava assombrado. Reformas e a burocratização do governo levaram ao estabelecimento de uma capital imperial permanente em Heijō-kyō (atual Nara), em 710 d.C..
A capital foi movida por um curto período de tempo para Kuni-kyō (atual Kizugawa, Kyoto) em 740 a 744 d.C., para Naniwa-kyo (atual Osaka) em 744-745, para Shigarakinomiya (紫香楽宮, atual Shigaraki) em 745, e voltou para Nara em 745. Nara foi o verdadeiro primeiro centro urbano do Japão. Ela logo atingiu uma população de 200 mil habitantes (o que representava cerca de 4% da população do país), sendo que aproximadamente 10 mil pessoas trabalhavam para o governo.
A atividade econômica e administrativa aumentou durante o período Nara. Estradas ligavam Nara às capitais das províncias, e impostos eram coletados de forma mais eficiente e com mais freqüência. Moedas eram cunhadas, apesar de não serem amplamente usadas. Entretanto, fora da região de Nara havia uma pequena atividade comercial e nas províncias os antigos sistemas de reforma da terra do Príncipe Shotoku diminuíram. Em meados do século VIII, shoen (latifúndios), um dos mais importantes institutos econômicos do Japão medieval, começou a emergir como um resultado da busca por um sistema de propriedade da terra mais gerenciável. As administrações locais gradativamente tornaram-se mais auto-suficientes, enquanto a quebra do antigo sistema de distribuição de terra e o aumento dos impostos levou a uma perda ou abandono da terra por muitas pessoas, que tornaram-se a "o povo da onda" (浮浪者, furōsha). Algumas dessas antigas "pessoas do povo" tornaram-se empregados dos grandes proprietários de terra, enquanto as terras públicas gradativamente foram revertidas para o shoen.
Confrontos de facções na corte imperial continuaram por todo o período Nara. Os membros da família imperial, liderando as famílias da corte, tais como o clã Fujiwara, e monges budistas, todos disputavam pela influência. No começo do período, o Príncipe Nagaya tomou o poder da corte após a morte de Fujiwara no Fuhito. Fuhito foi sucedida por quatro filhos, Muchimaro, Umakai, Fusasaki, e Maro. Eles colocaram o Imperador Shomu, o príncipe da filha de Fuhito, no trono. Em 729, eles prenderam Nagaya e retomaram o poder. Entretanto, com o primeiro surto de varíola, que se espalho por Kyushu em 735, todos os quatro irmãos foram mortos dois anos mais tarde, resultando em uma diminuição do poder de Fujiwara. O Imperador ficou extremamente chocado com esse desastre e acabou mudando de palácio três vezes em apenas cinco anos desde 740, até que posteriormente ele retornou para Nara. No final do período Nara, os encargos financeiros do estado aumentaram, e a corte começou a demitir funcionários não essenciais. Em 792, o alistamento universal foi abandonado, e os líderes dos distritos receberam permissão para constituir forças milicianas para trabalharem como polícia local. A descentralização da autoridade tornou-se regra, apesar das reformas do período Nara. Posteriormente, a fim de retomar o controle para as mãos imperiais, a capital foi mudada em 784 para Nagaoka-kyō e em 794 para Heian-kyō (literalmente Capital da Paz e Tranquilidade), cerca de vinte e seis quilômetros ao norte de Nara. No final do século XI, a cidade foi popularmente chamada de Kyoto (capital), nome que manteve até os dias de hoje.

## Desenvolvimentos culturais e o estabelecimento do budismo

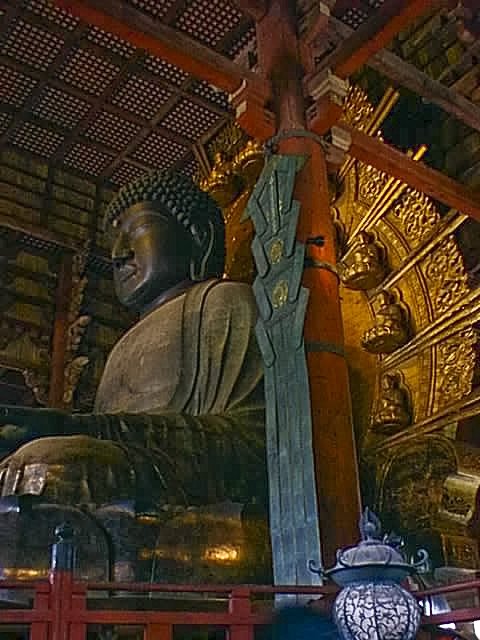
O Grande Buda de Nara (Todai-ji), 752 d.C.

Alguns dos monumentos literários japoneses foram escritos durante o período Nara, incluindo o Kojiki e o Nihon Shoki, os primeiros livros históricos nacionais, compilados em 712 e 720 respectivamente; o Man'yōshū, uma antologia de poemas; e o Kaifūsō, uma antologia escrita em chinês por imperadores e príncipes japoneses.
Outro grande desenvolvimento do período foi o estabelecimento permanente do budismo. O budismo foi introduzido por Baekje no século VI, mas teve uma recepção mista até o período Nara, quando foi abraçada fervorosamente pelo Imperador Shomu. Shomu e sua esposa Fujiwara eram budistas fervorosos e promoveram ativamente a expansão do budismo, fazendo-o "guardião do estado", uma forma de fortalecer as instituições japonesas.
Durante o reinado de Shomu, o Tōdai-ji (literalmente Grande Templo Oriental) foi construído, e dentro dele havia o Daibutsu do Grande Buda; uma estátua de ouro e bronze com 16 metros de altura. Esse Buda foi identificado com a Deusa Sol, e um sintetismo gradual do budismo com o xintoísmo surgiu. Shomu declarou-se ele mesmo o "Servo dos Três Tesouros" do budismo: o Buda, a lei ou ensinamentos do budismo e a comunidade budista.
O governo central também instituiu templos chamados de kokubunji nas províncias. O Tōdai-ji era o kokubunji da província de Yamato (atual província de Nara).
Apesar de esses esforços não terem conseguido fazer do budismo a religião oficial do estado, o budismo de Nara elevou o status da família imperial. A influência budista na corte aumento nos dois reinos da filha de Shomu. A Imperatriz Koken (749-758) trouxe muitos monges budistas para a corte. Koken abdicou em 758 seguindo o conselho de seu tio, Fujiwara no Nakamaro. Quando a ex-Imperatriz passou a favorecer um curandeiro budista chamado Dokyo, Nakamaro foi à luta em 764 mas foi rapidamente derrotado. Koken cobrou o imperador no comando devido a conivência com Nakamaro e o destronou. Koken reascendeu ao trono como Imperatriz Shotoku (764-770). A imperatriz encomendou a impressão de 1 milhão de orações Hyakumanto Darani, sendo que muitos exemplares ainda existem nos dias de hoje. Os pequenos pergaminhos, que datam de 770, estão entre as obras impressas mais antigas do mundo. Com a impressão, Shotoku conseguiu controlar o clero budista. Ela provavelmente desejava fazer de Dokyo Imperador, mas ela morreu antes de poder realizá-lo. Suas ações chocaram a sociedade de Nara e levaram à exclusão das mulheres na sucessão imperial e a remoção dos monges budistas dos cargos políticos.
Muitas das obras japonesas e tesouros importados de outros países durante o reinado do Imperadores Shomu e Shotoku foram arquivados em Shoso-in, no tempo Todai-ji. Eles são chamados de tesouros de Shosoin e ilustram a cultura cosmopolita também conhecida como cultura Tempyo. Tesouros importados mostram várias influências das regiões da Rota da Seda, incluindo China, Coreia, Índia e o Império Árabe. Além disso, o Shosoin guarda milhares de documentos, chamados de documentos Shosoin (正倉院文書). Eles são registros escritos no verso do sutra ou na embalagem de itens importados, e sobreviveram devido à reutilização de documentos oficiais já usados. Os documentos Shosoin contribuíram em grande medida para a pesquisa dos sistemas político e social japonês no período Nara, ao mesmo tempo que mostravam o desenvolvimento do sistema de escrita japonês (como o katakana).

## Relações Internacionais
A corte de Nara importou conceitos da civilização chinesa ao enviar missões diplomáticas conhecidas como kentoshi à corte de Tang a cada vinte anos.  Muitos estudantes japoneses, leigos e monges budistas, foram para Chang'an e Luoyang. Um estudante chamado Abe no Nakamaro passou no exame civil chinês e foi nomeado para um cargo público na China. Ele serviu como governador geral em Annam, ou Vietnã chinês, de 761 a 767. Muitos estudantes que retornaram da China receberam altos cargos no governo, como Kibi no Makibi.
A Dinastia Chang da China nunca enviou missões oficias para o Japão. Os reis e imperadores japoneses apenas desejavam absorver elementos da cultura e sociedade chinesa. Um governo local chinês no Vale de Yangzi enviou uma missão para o Japão a fim de mandar de volta enviados japoneses que tinham entrado na China através de Balhae. A missão local chinesa não conseguiu voltar para casa devido a Rebelião de An Shi e permaneceu no Japão.
As relações com o reino coreano de Silla foram inicialmente pacíficas, com trocas regulares de missões diplomáticas. Entretanto, com a ascensão de Balhae no norte de Silla, as relações Japão-Silla estremeceram. Balhae enviou sua primeira comitiva para Nara em 728, que a recebeu como um aliado até que Silla unificou os Três Reinos da Coreia.